# 522 Helga
Helga (asteroide 522) é um asteroide da cintura principal com um diâmetro de 101,22 quilómetros, a 3,36088975 UA. Possui uma excentricidade de 0,07448888 e um período orbital de 2 527,58 dias (6,92 anos).
Helga tem uma velocidade orbital média de 15,62990841 km/s e uma inclinação de 4,43567555º.
Este asteroide foi descoberto em 10 de Janeiro de 1904 por Max Wolf.